# Фариньяс, Карлос
Ка́рлос Фари́ньяс Канте́ро (исп. Carlos Fariñas Cantero; 28 ноября 1934, Сьенфуэгос, Куба — 30 июня 2002, Гавана, Куба) — кубинский композитор, дирижёр и педагог.

## Биография
Окончил Муниципальную консерваторию в Гаване, где учился у Арольда Граматхеса, Серафина Про, Эдгардо Мартина, Архельерса Леона, Хосе Ардеволя (композиция, музыкально-теоретические дисциплины) и Энрике Гонсалеса Мантичи (дирижирование). В 1956 году продолжил обучение у Аарона Копленда в Тэнглвудском музыкальном центре, а в 1961—1963 годах совершенствовался в Московской консерватории у Александра Пирумова и Дмитрия Кабалевского. С 1967 года возглавлял музыкальный отдел Национальной библиотеки. В 1950-х—начале 1960-х годов творчество было вполне традиционно, но позже стал экспериментировать в области алеаторики, сонорики, а также с комбинациями звуковых и визуальных выразительных средств. Писал музыку для кино.

## Сочинения
- «Тьенто II» для 2 фортепиано и ударно-шумовой группы / Tiento II (1969)
- «Рельефы» для 5 групп инструментов и сирены / Relieves (1969)
- «Диалоги» II и III / Diálogos (1972)
- балет «Пробуждение» / Despertar (1960)
- балет «Свершение истории» / Hecho historia (1973)
- балет «Ягрума» / Yagruma (1975)
- вариации для оркестра (1955)
- ноктюрн для оркестра (1957)
- «Стены, решётки и витражи» для оркестра / Muros, rejas y vitrales (посвящён памяти художницы Амелии Пелаэс, 1970)
- концерт для скрипки и ударных (1976)
- произведения для фортепиано
- произведения для гитары

## Фильмография
- 1960 — Истории революции / Historias de la revolución (реж. Томас Гутьеррес Алеа)
- 1964 — Я — Куба / Soy Cuba (реж. Михаил Калатозов)
- 1976 — Мелья: Хроника борьбы / Mella (реж. Энрике Пинеда Барнет)
- 1979 — Портрет Тересы / Retrato de Teresa (реж. Пастор Вега)
- 1984 — Хабанера / Habanera (реж. Пастор Вега)
- 1985 — Барагуа / Baragua (реж. Хосе Массип)
- 1988 —  / En el aire  (реж. Пастор Вега)
- 1996 — Исабель де Обальдиа / Isabel de Obaldía (реж. Питука Ортега-Эйльброн)
- 2002 — Опыт инвентаризации / Inventario de una experiencia (к/м, реж. Эдгар Соберон Торчиа, Панама)